# Poconé
Poconé là một đô thị thuộc bang Mato Grosso, Brasil. Đô thị này có diện tích 17260,861 km², dân số năm 2007 là 31106 người, mật độ 1,8 người/km².